# Thuban
Thuban (α Draconis, Alfa Draconis) je dvojhvězda v souhvězdí Draka, která patří do spektrální třídy A0III. Povrchová teplota této hvězdy dosahuje 10 371 K, což ji řadí mezi horké hvězdy typu obr. Thuban je vzdálen přibližně 303 světelných let od Země.
Thuban má historický význam jako severní hvězda (severka) před zhruba 4800–5000 lety, kdy se severní nebeský pól nacházel v jeho těsné blízkosti. Dnes se severní pól posunul k hvězdě Polárce vlivem precese zemské osy.

## Charakteristika
Thuban je spektroskopická dvojhvězda. Primární složka je hvězda spektrální třídy A0III (obr), zatímco sekundární složka je slabší a o něco menší. Obě složky obíhají společné těžiště s oběžnou dobou 51,38 dne.

### Parametry hvězdy
- Spektrální typ: A0III
- Hmotnost primární složky: 2,8 M☉
- Hmotnost sekundární složky: 2,2 M☉
- Poloměr: 3,4 R☉
- Svítivost: 120 L☉
- Teplota: 10 371 K

Hvězda má relativně nízkou metalicitu a vysokou povrchovou teplotu, což ji činí zářivější než Slunce. Thuban je z astronomického hlediska mladší než naše Slunce, jeho stáří však dosud nebylo přesně stanoveno.

## Historický význam
Před 4800–5000 lety byla hvězda Thuban severkou, protože severní nebeský pól se nacházel v její těsné blízkosti. V té době byla vzdálenost mezi Thubanem a severním pólem přibližně **10 úhlových minut** (asi třetina průměru Měsíce na obloze). To z ní činilo významný orientační bod na noční obloze.

### Thuban a starověký Egypt
Thuban byl údajně pozorovatelný skrze průzory Chufuovy pyramidy v Gíze během její výstavby. Tato skutečnost naznačuje, že Egypťané mohli využívat Thuban jako referenční bod pro orientaci pyramid.
V současnosti se severní pól nachází u hvězdy Polárka, ale Thuban nadále obíhá pól jako většina hvězd blízkých pólu.

## Současné vlastnosti
Thuban je méně jasný než několik dalších hvězd v souhvězdí Draka, například Eltanin, který je dnes nejjasnější hvězdou tohoto souhvězdí. Podle historického označení řeckým písmenem α však Thuban kdysi pravděpodobně býval nejjasnější hvězdou Draka, jeho jasnost však mohla v průběhu času poklesnout.